# Ženski vaterpolski klub Bura
Bura je ženski vaterpolo-klub iz Splita.

## O klubu
osnovan 2000. godine pod nazivom POŠK, kao ženska sekcija VK "POŠK" (tada "Splitska banka"). Zbog problema u financiranju ženske sekcije od strane uprave klub, ona poslije postaje sekcija Plivačkog kluba "POŠK", a konačno se od rujna 2003. godine osamostaljuje u zaseban klub i djeluje kao Bura, uz povremene dodatke imena sponzora. Ime je dobio prema buri, hladnom sjeveroistočnom vjetru. 

Klub je uz zagrebačku "Mladost" najsupješniji hravtski ženski vaterpolo klub. 
Klupsko sjedište je u Sukošanskoj 2, Split.

## Uspjesi
Prvenstvo Hrvatske
- prvakinje: 2001., 2002., 2003., 2004., 2005., 2006., 2008., 2011., 2016.
- doprvakinje: 2007., 2009., 2012., 2013., 2014., 2015., 2017.

Kup Hrvatske
- osvajačice: 2002., 2003., 2004., 2005., 2007., 2009., 2015., 2016.
- drugoplasirane: 2001., 2008., 2010., 2011., 2012., 2013., 2014.

## Poznate ekipe

### Hrvatske prvakinje 2006.
Sastav prvakinja 2006. godine:

Tešija, K. Majlat, Šupraha, Čatlak, Kalauz, Reić, Beroš, Serdar, M. Majlat, Topić, Grčić, Jovanović, Ukić, Vlahov, Lolic.
Trener: Nikša Savin 
Najviše postignutih pogodaka:
26- Ukić

15- Reić

14- Šehić

13- Jovanović

## Poznate igračice
Na EP 2010. kad su hrvatske vaterpolistice nastupile prvi put u povijesti, Bura je dala ove igračice Josipu Šuprahu i Karmelu Tvrdić.

## Unutrašnje poveznice
- Vaterpolski klub POŠK Split
- OVK POŠK Split (žene)
- VK Jadran Split (žene)

## Vanjske poveznice
- službene stranice  Arhivirana inačica izvorne stranice od 23. svibnja 2014. (Wayback Machine)
- VK Bura Split, facebook stranica
- zes-split.hr, Vaterpolo klub Bura  Arhivirana inačica izvorne stranice od 27. listopada 2018. (Wayback Machine)